# Ан-188
Ан-188 — проект украинского перспективного многоцелевого транспортного (в первую очередь — оперативно-стратегического военно-транспортного) самолёта с возможностью укороченного взлёта и посадки.
Является модификацией Ан-70 с четырьмя двухконтурными турбореактивными двигателями Д-436-148ФМ производства «Мотор Сич», или разрабатываемыми запорожским КБ «Прогресс» турбовентиляторными АИ-28, вместо четырёх винтовентиляторных Д-27, установленных на Ан-70; возможно оснащение двигателями от других производителей.
Позиционируется, прежде всего, как конкурент Airbus A400M Atlas на рынках третьих стран.
О начале работ было впервые публично объявлено 18 ноября 2014 года.
Широко анонсирован на авиасалоне «Ле-Бурже» 2015 года.
В 2018 году на авиасалоне Eurasia-2018 было объявлено о планах совместных работ по производству самолета между турецкой Turkish Aerospace Industry и компанией «Антонов».

## Проектныетактико-технические характеристики
- Максимальная взлётная масса — 140 тонн
- Максимальная грузоподъёмность — 40 тонн
- Практическая дальность полёта (с использованием искусственной взлётно-посадочной полосы с твёрдым покрытием большой протяженности):
  - с грузом 37 тонн — 3600 км (что на 11 % больше дальности полёта A400M с аналогичным грузом)
  - с грузом 20 тонн — 6650 км
- Максимальная крейсерская скорость — 780 км/час
- Крейсерская высота полёта — до 12 000 м
- Габариты грузовой кабины (ширина по полу х высота х длина): 4,0 х 4,1×19,1 м
- Объём грузовой кабины — 400 м³ (на 12 % больше, чем у А400М)
- Расчётный расход топлива на крейсерском режиме полёта — 4600 кг/час.

Ожидается, что лётно-технические характеристики Ан-188 также позволят его эксплуатацию (с грузом до 20 тонн на дальностях до 2800 км — что на 40 % больше дальности полёта A400M при аналогичных условиях) в том числе и с грунтовых (с несущей способностью грунта не менее 6 кгс/см²) взлётно-посадочных полос длиной от 915 метров (3000 футов).

## Конкуренты
- Airbus A400M Atlas
- Kawasaki C-2
- Lockheed Martin C-130J-30 Super Hercules
- Embraer KC-390
- Xian Y-20
- Ил-76МД-90А/ТД-90А
- Ил-276